# Ilse Lantermann
Ilse Lantermann (* 16. August 1935 in Berlin; † 6. Februar 2018 in Golmbach) war eine deutsche Tischtennisspielerin. Sie war Weltmeister im Senioren-Doppel.

## Werdegang
Mit 17 Jahren begann Ilse Lantermann mit dem Tischtennissport. Sie trat 1951 dem Verein TTC Harsum bei. Über die Stationen TTC Isny (1953) und TK Hannover (1955) kam sie 1958 zum ASC Göttingen (früher Hellas und SSC Göttingen), wo sie noch bis zu ihrem Ableben spielte. 

### Erwachsene
In den 1960er Jahren gehörte Lantermann zu den besten deutschen Spielerinnen. Bei den internationalen Meisterschaften der ČSSR in Prag besiegte sie als erste Deutsche die Engländerin Diane Rowe. Einmal wurde sie in die Nationalmannschaft berufen. Dabei gewann sie 1962 in London im Länderspiel gegen England gegen Diane Rowe und Lesley Bell. Ihr größter Erfolg war Platz 3 im Doppel mit Oda Mielenhausen bei der Europameisterschaft 1962 in West-Berlin.
Bei den nationalen deutschen Meisterschaften wurde sie 1957 im Doppel Zweite (mit Helga Engelke) und   1960 im Einzel Zweite hinter Inge Müser. Im Bundesranglistenturnier TOP-12 erreichte sie 1961/62 Platz zwei hinter der punktgleichen Agnes Simon, obwohl sie gegen diese gewonnen hatte. Im gleichen Jahr gewann sie mit der Mannschaft von Niedersachsen den Deutschlandpokal. 1964 wurde sie mit Waltraud Zehne bei den Deutschen Meisterschaften Dritte im Damen-Doppel.
Bei den Landesmeisterschaften von Niedersachsen holte Lantermann insgesamt 15 Titel. Von 1962 bis 1964 gewann sie dreimal in Folge den Einzelwettbewerb.
In der deutschen Rangliste wurde sie 1962 auf Platz 4 geführt.

### Senioren
Lantermann nahm an zahlreichen Seniorenwettbewerben teil. Viele Titel gewann sie im Doppel zusammen mit Waltraud Zehne. Ihr größter Erfolg war der Gewinn der Weltmeisterschaft im Doppel Ü60 1998. Bei den Europameisterschaften der Senioren holte sie im Doppel 1995 und 1999 (Ü60) sowie 2001 (Ü65) Gold.

## Ehrungen
2003 zeichnete der Tischtennis-Verband Niedersachsen Ilse Lantermann und Waltraud Zehne mit der Ehrennadel aus.

## Privat
Ilse Lantermann war von Beruf Chemotechnikerin. Ab 1964 arbeitete sie als Parfümeurin in Holzminden. Sie lebte in Golmbach.

## Turnierergebnisse
| Verband | Veranstaltung       | Jahr | Ort    | Land | Einzel | Doppel     | Mixed | Team |
| ------- | ------------------- | ---- | ------ | ---- | ------ | ---------- | ----- | ---- |
| FRG     | Europameisterschaft | 1962 | Berlin | FRG  |        | Halbfinale |       |      |